# Dobrun (gmina)
Dobrun – gmina w Rumunii, w okręgu Aluta. Obejmuje miejscowości Chilii, Dobrun, Roșienii Mari, Roșienii Mic i Ulmet. W 2011 roku liczyła 1546 mieszkańców.